# 親民黨
親民黨是中華民國第九十個成立的政黨。該黨成立於2000年3月31日，前身是宋楚瑜和張昭雄在2000年中華民國總統大選期間成立的新台灣人服務團隊。2000年中華民國總統大選前夕，因中國國民黨撤除宋楚瑜黨籍，故在選舉結束後創立親民黨，黨內的領導幹部主要以宋楚瑜為首，因形象色彩主要採用橘色，故被外界泛稱為「橘營」。
2001年，親民黨在創黨後首次國會選舉中獲得四十六席，取代新黨成為第三大黨；隨著國親合作逐漸明朗化，席次逐步減少，在2008年立委選舉中，以自身名義當選者僅一席，於2010年一度完全退出國會。自此，親民黨逐漸脫離泛藍陣營，2012年立委獲得的立法院席次以及全國得票率，親民黨僅次於國民黨、民主進步黨及臺灣團結聯盟，仍維持第四大黨，超越上屆在國會擁有三席的無黨團結聯盟。2014年中華民國地方選舉中，獲得九席縣市議員，全國得票率亦居第4。在2016年立委中，政黨票高居全國第三，總席次亦持續維持第四大黨。2018年中華民國地方選舉中，親民黨拿下八席縣市議員及一席村里長，仍是全國第四大政黨。但2020年總統及立委選舉，隨著台灣民眾黨、時代力量、台灣基進等新興政黨崛起以及年輕選民對親民黨逐漸陌生，總統候選人宋楚瑜僅獲60萬票敗選，其黨內立法委員候選人全數落選，反觀該年崛起的台灣基進雖政黨票稍低，但因陳柏惟在區域選舉勝出，成為該黨籍立法委員，超越親民黨成為全國第五大政黨，親民黨因而退居全國第六大政黨；2021年底，因陳柏惟立委遭罷免而回升至第五大黨；2022年，親民黨於基隆市取得兩席議員，更與民進黨合作奪下副議長，但被臺灣團結聯盟超越而降至與同為第七大黨的台灣基進。2023年，基隆市議員郭美秀宣佈重新加入國民黨，使得代表親民黨籍的公職僅剩基隆市議會副議長楊秀玉一席，被台灣基進超越，落居與社會民主黨、新黨、勞動黨、正神名黨並列第八大黨。2024年不分區政黨票不足七萬票、僅0.5%，雖排名第八，但得票大幅跌落，過去第三大黨地位已被台灣民眾黨取代。

## 黨名緣由
取自《大學》，「大學之道，在明明德，在親民，在止於至善」，遂命名為親民黨。親民黨自成立之日的黨章之中，提出了憲政、人權、國家安全、司法革新、警政治安、經濟發展、社會福利、文教、族群、環保等十項政策主張。宋楚瑜、張昭雄獲選為親民黨首任正副主席，首任秘書長鍾榮吉、首任副秘書長秦金生。

## 組織結構
黨主席由黨員直選，任期4年，連選得連任。中央黨部下設秘書長、副秘書長，及政策研究中心、組織部、文宣部、行政部、財務部等單位，另設區域服務處、甘泉黨部、那魯灣黨部、青年團等組織。
全國委員會是親民黨最高權力機構，代為行使黨員大會職權，主要職責是修改黨綱、黨章、選舉或罷免中央決策委員等。
中央決策委員會是親民黨常設的權力機構，主要職責是執行全國委員會之決議、制訂及執行選舉策略、研擬政策綱要等。
| 職位                   | 姓名 |
| ---------------------- | --- |
| 主席                   | 宋楚瑜 |
| 秘書長                 | 馬傑明 |
| 副秘書長               | 魏志中、陳宏義 |
| 發言人                 | 胡文琦 |
| 全國委員（黨主席指定） | 馬傑明（秘書長）、魏志中（副秘書長）、葉松年（宋友會總會長）、陳怡潔（前黨發言人）、周陳秀霞（前立法委員）、莊錦田（前基隆市議員）、陳傑麟（前宜蘭縣議員）、廖蒼松（前副秘書長）、吳老德（前臺灣省政府交際科科長）、鍾榮吉（前立法院副院長）、林昊宜、傅慰孤（前空軍副總司令）、黃碧妹（前臺東縣議員）、楊秀玉（基隆市副議長）、張碩文（前黨發言人）、張慶輝、趙偉伶。                   |
| 全國委員（黨員直選）   | 謝章捷（前立法委員）、鄭美蘭（前立法委員）、蔡勝佳（前立法委員）、胡祖慶、劉仕漢（臺北市黨部服務處處長）、游正成（基隆市黨部服務處處長）、周業昌（臺北市黨部服務處副處長）、烈（臺灣省土木技師公會理事長）、陳秀玲（桃園市楊梅區陳姓宗親婦女會理事長）、楊明浩、吳希廷、余宗珮、劉瀚宇、何偉真、陳宏義（副秘書長）、李本玠、廖健章、楊榮明、邱琮珀、張鎮清、簡泰河（前副秘書長）、蕭涵方 |
| 政策研究中心           | 主任 |
| 文宣部                 | 主任 |
| 組織部                 | 吳希廷(代理)主任 |
| 財務部                 | 主任 |
| 行政部                 | 主任 |
| 動員部                 | 主任 |
| 青年團                 | 團長劉俊宏、副團長劉成謙 |

### 歷任黨主席
| 屆次             | 肖像 | 姓名   | 時間           |
| ---------------- | ---- | ------ | -------------- |
| 第一屆－第十二屆 |      | 宋楚瑜 | 2000年3月31日— |

### 歷任副主席
| 屆次           | 肖像 | 姓名   | 時間                    |
| -------------- | ---- | ------ | ----------------------- |
| 第一屆－第九屆 |      | 張昭雄 | 2000年3月31日—2016年7月 |

### 歷任秘書長
| 屆次   | 肖像 | 姓名   | 时间                       | 備註                           |
| ------ | ---- | ------ | -------------------------- | ------------------------------ |
| 第一屆 |      | 鍾榮吉 | 2000年3月31日—2002年       |                                |
| 第二屆 |      | 蔡鐘雄 | 2002年—2005年5月8日        |                                |
| 第三屆 |      | 秦金生 | 2005年5月8日—2017年1月8日  | 任內逝世                       |
| 代理   |      | 傅學鵬 | 2017年1月8日—2019年4月9日  |                                |
| 第四屆 |      | 李鴻鈞 | 2019年4月9日—2022年5月30日 | 因擔任監察院副院長而退出親民黨 |
| 第五屆 |      | 馬傑明 | 2022年5月30日—             | 代理後真除                     |

## 歷史

### 成立初期
2000年，宋楚瑜爭取國民黨總統候選人提名未果而和李登輝、連戰決裂。決定以無黨籍身分，與張昭雄搭檔參選2000年中華民國總統選舉，並成立競選團隊「新台灣人服務團隊」，最後在泛藍分裂的情況下，勝過國民黨提名的連戰，但以30萬票的差距敗給民主進步黨的陳水扁。3月31日，以省政府末任政務官原班人馬、末任台灣省議會議員為核心的宋楚瑜競選團隊、在宋任省長時期內獲其積極扶持的地方派系要角、國民黨內反李登輝陣營的失意政客及新黨政治人物（包括該黨時任主席李慶華、該黨提名當屆副總統候選人馮滬祥）為輔的支持者們在臺北圓山飯店宣布成立新政黨，會前初步命名為「新台灣人民黨」，會上經被譽為「急先鋒」的劉文雄、邱毅等人建議後被全體通過下，定名「親民黨」。
2001年，多名原在國民黨及新黨的議員、立委加入親民黨，使得親民黨在2001年中華民國立法委員選舉拿下四十六席，一舉成為立法院第三大黨，並得以成立立法院黨團。
2003年2月14日，宋楚瑜宣布以副手身分，與國民黨主席連戰搭檔競選2004年中華民國總統選舉。
2004年3月20日，連宋配以些微差距敗選。選後，國親兩黨領袖及許多支持者懷疑選舉結果受到了三一九槍擊事件等的影響，並在臺北市發起了一系列的抗爭。而在立委選舉的部份，席次雖略為減少至三十四席，但仍是第三大黨。

### 國親聯盟
2005年5月，宋楚瑜及親民黨人員訪問了中國大陸的西安、上海、南京、湖南和北京。
2005年5月18日、5月23日，親民黨立委李慶華、邱毅先後公開退出親民黨，引發一波黨內立委出走潮，加上立委周錫瑋參選臺北縣縣長選舉獲勝，部分黨員為取得更有利的選舉資源，紛紛效法周錫瑋脫黨回歸國民黨，掀起另一波出走潮。
2007年1月22日上午，親民黨主席宋楚瑜和國民黨主席馬英九透過視訊會議簽署《國親聯盟協議》。
2007年4月10日，宋楚瑜旅居美國四個多月後返回臺，國民黨主席吳伯雄前往接機。
2007年7月16日，親民黨成為臺灣唯一負債的主要政黨，連原本3層樓的黨部也只租最便宜的2樓，根據內政部「政黨及政治團體財務申報」資料，親民黨截至2007年止，負債新台幣1億3413萬8232元。
2008年中華民國立法委員選舉，親民黨共贏得九席立委，以自身名義當選者只有一席（其餘皆為國親聯盟籍），被看好在馬祖獲勝的不分區立委林惠官都以些微差距連任失利，成立6年的親民黨黨團宣告解散。2008年3月22日，在國民黨的馬英九及蕭萬長勝出總統選舉的祝捷大會上，國民黨主席吳伯雄曾宣佈會與親民黨儘速討論合併。
2010年7月26日，該屆唯一以親民黨名義當選的原住民立委林正二由於違反選罷法，二審時法院宣判當選無效定讞，立即解職。至此，親民黨完全退出立法院。

### 獨立勢力
2011年2月19日，秦金生表示，當初親民黨為了國親合作喪失政黨主體性，2012年立委選戰親民黨會有全方位布局。親宋人士透露，親民黨這次不但會在不分區排出強棒，區域立委也不會缺席。
2011年7月14日，親民黨主席宋楚瑜宣布親民黨將於2012年中華民國立法委員選舉中提名二十席以上有能力當選的立委候選人，未來在立法院可以組成黨團。另外，以無黨籍身分當選、加入無黨團結聯盟黨團運作的陳福海加入親民黨，使親民黨在退出立法院不到一年後重返國會，後來陳福海也以親民黨籍競選連任，不過終以些微差距落敗。
2011年11月15日，宋楚瑜及林瑞雄成功通過連署程序，代表親民黨競選2012年中華民國總統選舉。
2012年1月14日，總統選舉及立法委員選舉結果，宋林配僅獲得不足37萬票，區域立委部分全軍覆沒，原住民立委獲林正二一席，不分區立委得李桐豪、張曉風兩席，立法院席次共三席，較上屆成長一席，恢復親民黨黨團。但中華民國最高法院於2013年7月11日判決時任該黨立委之林正二褫奪公權一年五月定讞，再度喪失立委資格，由於黨團人數不足3人，恢復不到1年半的親民黨黨團遂依立法院組織法註銷。
2013年3月，立委張曉風宣布辭職，由陳怡潔遞補當選。
2014年，親民黨在2014年中華民國直轄市議員及縣市議員選舉當中提名三十六席拿下九席。
2014年12月8日，親民黨主席宋楚瑜與臺北市市長柯文哲，在臺北長榮桂冠酒店會面，會中臺北市市長柯文哲，邀請宋楚瑜主席擔任臺北市政府首席顧問。
2015年2月16日，親民黨立委李桐豪、陳怡潔，與無黨團結聯盟立委高金素梅、剛脫離國民黨的無黨籍立委徐欣瑩（後成立民國黨）共同組成立院新聯盟政團。
2015年7月1日，親民黨在立法院召開2016區域立委第一波提名記者會，公布第一波提名區域立委人數為5人。8月6日，宋楚瑜在臺北花園大飯店宣布競選2016年中華民國總統選舉，並公布第二波提名區域立委人數為3人。
2015年8月14日，無黨籍臺南市議員林炳利、謝財旺及林乙、國民黨籍臺南市議會機要秘書周五六等人在臺南市議會招開記者會宣佈，正式加入親民黨，並在8月31日成立親民黨臺南市議會黨團。
2015年11月18日，宋楚瑜宣布由兼任民國黨主席的立委徐欣瑩擔任總統選舉副手人選。
2015年11月25日，立委李鴻鈞從國民黨重回親民黨；27日加入立法院新聯盟政團。

### 第三勢力整合
2016年1月16日，總統選舉及立委選舉結果揭曉，宋瑩配僅獲157萬6861票，並未當選；區域立委隨著最被看好的黃珊珊以些微差距落敗而全軍覆沒，不過親民黨政黨票高達八十萬票、6.52%，由李鴻鈞、陳怡潔、周陳秀霞當選不分區立委，依法成立黨團；睽違兩年半後，親民黨黨團再度恢復。26日，五連霸的無黨團結聯盟立委高金素梅宣佈加入親民黨黨團運作，親民黨團增至4人。無黨籍柯文哲當選臺北市市長後，宋楚瑜出任市政顧問總召集人。
2018年8月20日，親民黨與無黨籍臺北市議員組成「臺北監督連線」。2019年，臺北市的親民黨黨團因黃珊珊出任臺北市副市長，以及林國成退黨而解散。
2019年11月，宋楚瑜宣佈與無黨籍余湘搭檔參選2020年中華民國總統選舉。
2019年11月20日，公布2020年中華民國立法委員選舉不分區名單，正式與無黨籍郭台銘陣營合作。
2020年1月11日，2020年中華民國總統選舉與2020年中華民國立法委員選舉公布結果，正副總統候選人宋楚瑜、余湘只拿下608,590票敗選，其黨內立法委員候選人皆落選，親民黨政黨票拿下518,921票，總得票率只拿3.6647%，退居為全國第六大政黨。國會僅剩親民黨曾背書的無黨籍立委傅崐萁一人，也是近10年後再次退出國會，這是親民黨繼2008年中華民國立法委員選舉後，第二次面臨泡沫化危機，更是創黨以來最大的重挫。
2020年3月8日，時任親民黨黨籍的高雄市議員吳益政接受《蘋果新聞網》專訪直言，目前親民黨格局未來已無機會，而選後無人跳出來登高一呼改革，本人表示不排除加入台灣民眾黨。2020年為投入2020年高雄市市長補選，而加入台灣民眾黨，他在知會主席宋楚瑜後仍保留其原黨籍，成為首位同時具備親民黨和台灣民眾黨的雙重黨籍的政治人物。
2022年5月，時任親民黨秘書長李鴻鈞被蔡英文提名為監察院副院長並獲立法院同意，李隨即退黨。11月，曾於2012年代表親民黨競選立委連任失利的前無黨籍縣長陳福海加入台灣民眾黨回鍋當選金門縣縣長，但議員席次重挫又已於2020年失去所有國會席位，又再次被無黨團結聯盟超越。
2023年4月，獲親民黨支持、甫落選臺北市市長的黃珊珊也加入台灣民眾黨，成為繼吳益政後第二位加入台灣民眾黨的親民黨黨員。
2023年7月，基隆市議員郭美秀退出親民黨、加入國民黨，使代表親民黨籍的公職僅剩基隆市副議長楊秀玉一人，再衰退至與新黨、社會民主黨、勞動黨、正神名黨並列第八大黨。
2024年1月，政黨票僅獲0.5%，幾乎已泡沫化，親民黨黨齡二十多年的黃珊珊亦在出任台灣民眾黨不分區立委前就已經退出親民黨。

## 两岸政策
亲民党支持九二共識，穩定兩岸情勢，以「三階段整合論」推動兩岸關係發展。依「三階段整合論」推動兩岸關係發展，擱置「統」、「獨」爭議；第一階段進行經濟性及功能性「交流」，開展兩岸經貿互惠合作；第二階段推動兩岸「社會互動」。但並非所有黨員都秉持此理由。
2019年4月29日，亲民党主席宋楚瑜在接受新华社记者专访时表示，亲民党支持两岸和平统一，对等分治，两岸统一是每个中国人的目标。表明亲民党支持九二共识。
2019年5月2日，親民黨中央黨部發表五點聲明，表示其不主張要用「一國兩制」處理兩岸關係，絕不妥協、從未亦絕不同意以香港模式定位兩岸關係，民主協商是唯一兩岸可以坐下來溝通的方式，各黨各派都可以有權利表示自己的主張，協商只是過程，而不是已經達成協議。達成「協議」也必須經過二個民主程序：有公權力的政府授權參與，有代表民意的權力機制，立法院討論監督。最後必要時甚或要民意通過，同時親民黨主席宋楚瑜亦退回資政聘書。 

## 民選公職人員現職

### 縣市議員
| 基隆市議會 | 第十八至二十屆 | 2014年12月25日－ 2026年12月24日 | 楊秀玉（兼副議長） |